# Strangers (Marissa Nadler)
Strangers è il settimo album in studio non EP della cantautrice
 statunitense Marissa Nadler, pubblicato il 20 maggio 2016.

## Tracce
Testi e musiche di Marissa Nadler.
1. Divers of the Dust – 2:45
2. Katie I Know – 5:46
3. Skyscraper – 4:07
4. Hungry Is the Ghost – 6:16
5. All the Colors of the Dark – 4:13
6. Strangers – 4:12
7. Janie in Love – 5:02
8. Waking – 2:39
9. Shadow Show Diane – 3:16
10. Nothing Feels the Same – 3:14
11. Dissolve – 3:33